# Schubbige citroenkorst
Schubbige citroenkorst (Flavoplaca arcis) is een korstmossoort uit de familie Teloschistaceae. Hij leeft in symbiose met de alg Pseudotrebouxia.

## Determinatie
Schubbige citroenkorst is een placodioid korstmos met een geel tot oranjegeel, geschubd thallus dat bestaat uit fijne, bijna isidieuze korrels van ongeveer 0,1 mm dik. De apotheciën zijn regelmatig aanwezig en zijn donkergeel tot oranje van kleur met een lichter oranje gele rand, die dezelfde kleur als het thallus heeft.
Met K+ kleuren alle delen rood.
Hij lijkt op:
- valse citroenkorst (Flavoplaca flavocitrina), maar deze heeft een dunner thallus en stoffijne soralen.
- grove geelkorst (Candelariella vitellina), waarmee hij vaak samen leeft, maar deze is nooit soredieus en reageert niet met kaliloog.

## Ecologie
Schubbige citroenkorst komt met name voor op horizontale of schuinaflopende, kalkrijke steenoppervlakken, zoals oude muren van beton en baksteen onder invloed van mortel, maar ook basalt van zee- en rivierdijken samen met andere kalkminnende soorten in de spatzone. Incidenteel komt de soort ook voor op bewerkt hout en boomvoeten.

## Verspreiding
In Nederland is schubbige citroenkorst vrij algemeen. Hij staat niet op de Nederlandse Rode Lijst en is niet bedreigd. Langs de Nederlands kust komt hij algemeen voor. Schubbige citroenkorst komt het minst voor op de hogere zandgronden.